# Jallaucourt
Jallaucourt est une commune française située dans le département de la Moselle en région Grand Est.

## Géographie
| Malaucourt-sur-Seille | Lemoncourt    | Oriocourt           |
| Aboncourt-sur-Seille  | Jallaucourt   | Fresnes-en-Saulnois |
|                       | Attilloncourt | Grémecey            |

### Hydrographie
La commune est située dans le bassin versant du Rhin au sein du bassin Rhin-Meuse. Elle est drainée par le ruisseau d'Osson.
Le ruisseau d'Osson, d'une longueur totale de 15,9 km, prend sa source dans la commune de Amelécourt et se jette  dans la Seille en limite d'Aulnois-sur-Seille et d'Ajoncourt, face à Chenicourt après avoir traversé huit communes.

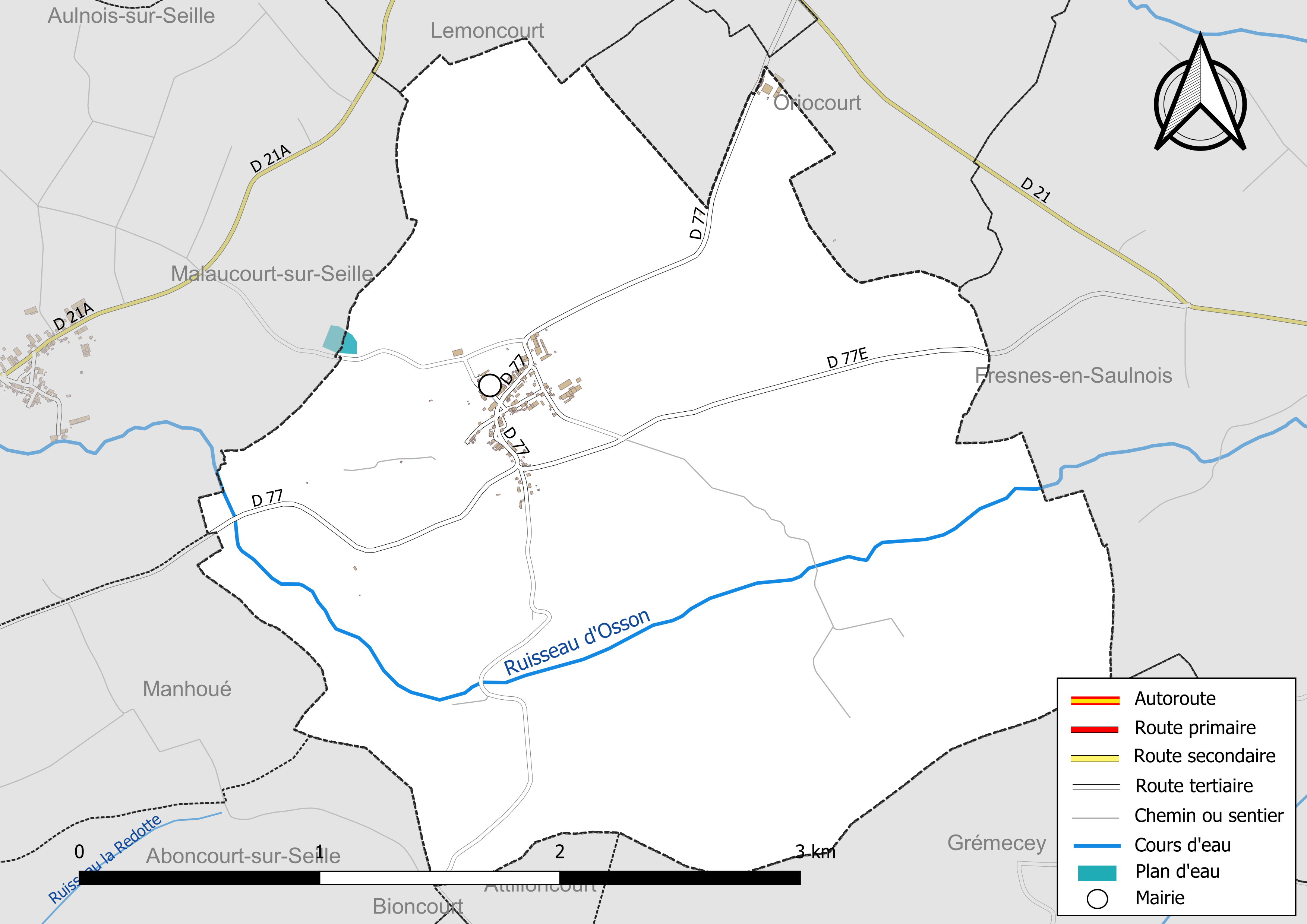
Réseaux hydrographique et routier de Jallaucourt.

La qualité du ruisseau d'Osson peut être consultée sur un site spécial géré par les agences de l’eau et l’Agence française pour la biodiversité.

### Climat
Pour des articles plus généraux, voir Climat du Grand Est et Climat de la Moselle.
En 2010, le climat de la commune est de type climat des marges montargnardes, selon une étude du Centre national de la recherche scientifique s'appuyant sur une série de données couvrant la période 1971-2000. En 2020, Météo-France publie une typologie des climats de la France métropolitaine dans laquelle la commune est exposée à un climat semi-continental et est dans la région climatique  Lorraine, plateau de Langres, Morvan, caractérisée par un hiver rude (1,5 °C), des vents modérés et des brouillards fréquents en automne et hiver. 
Pour la période 1971-2000, la température annuelle moyenne est de 9,5 °C, avec une amplitude thermique annuelle de 16,9 °C. Le cumul annuel moyen de précipitations est de 807 mm, avec 11,9 jours de précipitations en janvier et 9,6 jours en juillet. Pour la période 1991-2020, la température moyenne annuelle observée sur la station météorologique de Météo-France la plus proche, « Lesse_sapc », sur la commune de Lesse à 16 km à vol d'oiseau, est de 10,7 °C et le cumul annuel moyen de précipitations est de 694,0 mm. 
La température maximale relevée sur cette station est de 40 °C, atteinte le 25 juillet 2019 ; la température minimale est de −20,7 °C, atteinte le 20 décembre 2009,,. 
Les paramètres climatiques de la commune ont été estimés pour le milieu du siècle (2041-2070) selon différents scénarios d'émission de gaz à effet de serre à partir des nouvelles projections climatiques de référence DRIAS-2020. Ils sont consultables sur un site spécial publié par Météo-France en novembre 2022.

## Urbanisme

### Typologie
Au 1er janvier 2024, Jallaucourt est catégorisée commune rurale à habitat dispersé, selon la nouvelle grille communale de densité à sept niveaux définie par l'Insee en 2022.
Elle est située hors unité urbaine. Par ailleurs la commune fait partie de l'aire d'attraction de Nancy, dont elle est une commune de la couronne,. Cette aire, qui regroupe 353 communes, est catégorisée dans les aires de 200 000 à moins de 700 000 habitants,.

### Occupation des sols
L'occupation des sols de la commune, telle qu'elle ressort de la base de données européenne d’occupation biophysique des sols Corine Land Cover (CLC), est marquée par l'importance des territoires agricoles (77,4 % en 2018), en augmentation par rapport à 1990 (76,2 %). La répartition détaillée en 2018 est la suivante : 
terres arables (58,7 %), forêts (22,6 %), prairies (12,6 %), zones agricoles hétérogènes (6,1 %). L'évolution de l’occupation des sols de la commune et de ses infrastructures peut être observée sur les différentes représentations cartographiques du territoire : la carte de Cassini (XVIIIe siècle), la carte d'état-major (1820-1866) et les cartes ou photos aériennes de l'IGN pour la période actuelle (1950 à aujourd'hui).

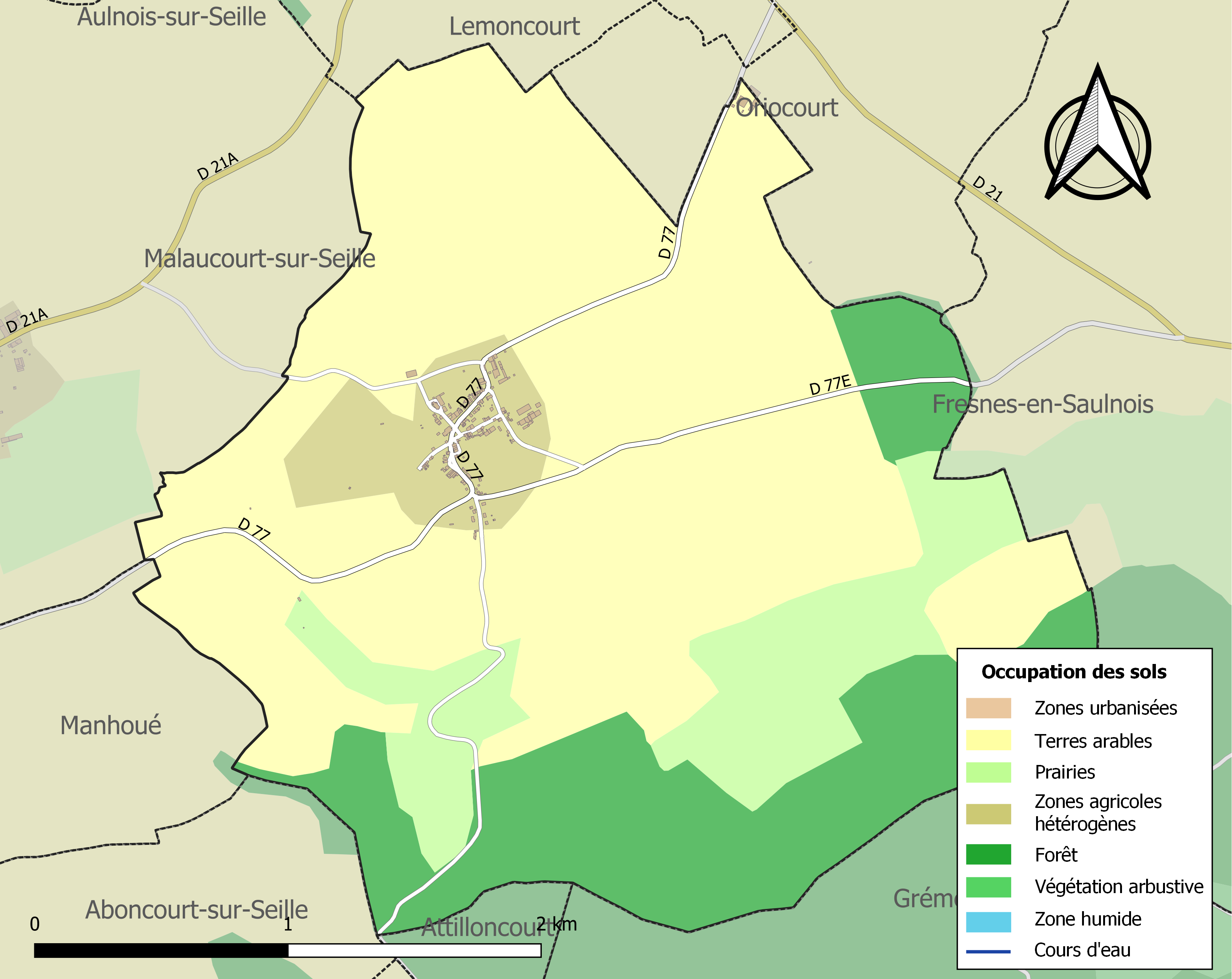
Carte des infrastructures et de l'occupation des sols de la commune en 2018 (CLC).

## Toponymie
- Gellaicourt (1359), Gellaucourt/Jellaucourt (1420), Jallacourt (1453), Jalacourt (1464), Jaillacourt (1580), Jallacourt-on-Saulnois (1588), Jallacuria (1642), Jalancourt (1793), Jalocourt (1801), Gellshofen (1915-1918 et 1940-1944).

## Histoire
- Dépendait initialement de la principauté épiscopale de Metz, puis fut donnée en fief au seigneur d'Oriocourt, à la famille Besange jusqu'en 1359.
- La seigneurie fut ensuite vendue aux ducs de Lorraine dont elle devint un franc-alleu, au sire de Craincourt, aux Rutaut, aux Gournay, aux Jallaucourt, aux Greische. La seigneurie dépendait du marquisat de Pont-à-Mousson[14].
- La seigneurie devint française en 1766, lors de l'annexion du duché de Lorraine par le royaume de France.
- De 1790 à 2015, Jallaucourt était une commune de l'ex-Canton de Delme.

## Politique et administration
| Période                                  | Période   | Identité           | Étiquette | Qualité |
| ---------------------------------------- | --------- | ------------------ | --------- | ------- |
| mars 1989                                | mars 1995 | Jacques Michel     |           |         |
| mars 1995                                | mars 2001 | Jacques Florentin  |           |         |
| mars 2001                                | mars 2008 | René Girard        |           |         |
| mars 2008                                | En cours  | François Florentin |           |         |
| Les données manquantes sont à compléter. |           |                    |           |         |

## Démographie
L'évolution du nombre d'habitants est connue à travers les recensements de la population effectués dans la commune depuis 1793. Pour les communes de moins de 10 000 habitants, une enquête de recensement portant sur toute la population est réalisée tous les cinq ans, les populations de référence des années intermédiaires étant quant à elles estimées par interpolation ou extrapolation. Pour la commune, le premier recensement exhaustif entrant dans le cadre du nouveau dispositif a été réalisé en 2005.

En 2022, la commune comptait 139 habitants, en évolution de −14,2 % par rapport à 2016 (Moselle : +0,52 %, France hors Mayotte : +2,11 %).
| 1793 | 1800 | 1806 | 1821 | 1831 | 1836 | 1841 | 1846 | 1851 |
| ---- | ---- | ---- | ---- | ---- | ---- | ---- | ---- | ---- |
| 413  | 429  | 467  | 454  | 473  | 481  | 517  | 507  | 528  |

| 1856 | 1861 | 1871 | 1875 | 1880 | 1885 | 1890 | 1895 | 1900 |
| ---- | ---- | ---- | ---- | ---- | ---- | ---- | ---- | ---- |
| 484  | 492  | 485  | 474  | 439  | 418  | 416  | 422  | 367  |

| 1905 | 1910 | 1921 | 1926 | 1931 | 1936 | 1946 | 1954 | 1962 |
| ---- | ---- | ---- | ---- | ---- | ---- | ---- | ---- | ---- |
| 368  | 349  | 274  | 245  | 216  | 245  | 159  | 178  | 194  |

| 1968 | 1975 | 1982 | 1990 | 1999 | 2005 | 2006 | 2010 | 2015 |
| ---- | ---- | ---- | ---- | ---- | ---- | ---- | ---- | ---- |
| 179  | 143  | 139  | 150  | 137  | 168  | 163  | 162  | 161  |

| 2020 | 2022 | - | - | - | - | - | - | - |
| ---- | ---- | - | - | - | - | - | - | - |
| 148  | 139  | - | - | - | - | - | - | - |

## Héraldique
| Blason de Jallaucourt | Blason  | D'azur à la fasce d'argent accompagnée, en chef, de deux étoiles à six rais d'or, chacune soutenue d'un croissant du même et, en pointe, d'une rose d'argent boutonnée et pointée d'or. |
| Blason de Jallaucourt | Détails | |

## Culture locale et patrimoine

### Lieux et monuments
- Vestiges d'une villa romaine.
- Restes d'un château XVIIe siècle. Porte cochère 1624.
- Château construit en 1788 : bâtiment rectangulaire à trois niveaux. Bâti pour la famille de Greische.

### Édifice religieux
- Église Saint-Denis néo-gothique 1860 : pietà XVe siècle.